# Sacha Haim
Sacha Haim (São Paulo, 12 de outubro de 1974)  um balonista brasileiro.
Descendente de judeus búlgaros, Sacha voou pela primeira vez aos dez anos de idade, e com onze anos era navegador do pai Salvator Licco Haim. Com 15 anos participou pela primeira vez do campeonato mundial de 1989 em Saga, no Japão.
Já foi tri-campeão brasileiro e campeão sul-americano. Foi o mais jovem campeão brasileiro, com apenas 19 anos.

## Títulos
- Tri-Campeão Brasileiro de Balonismo
- Tetra-Vice-campeão Brasileiro de Balonismo
- Octa-Campeão do Festival de Torres
- Medalha de Ouro no Jogos Mundiais da Natureza
- Campeão Sul-Americano de Balonismo de 2006